# João Vilanova Artigas
João Batista Vilanova Artigas (* 23. Juni 1915 in Curitiba; † 12. Januar 1985 in São Paulo) war ein brasilianischer Architekt und Universitätsprofessor.

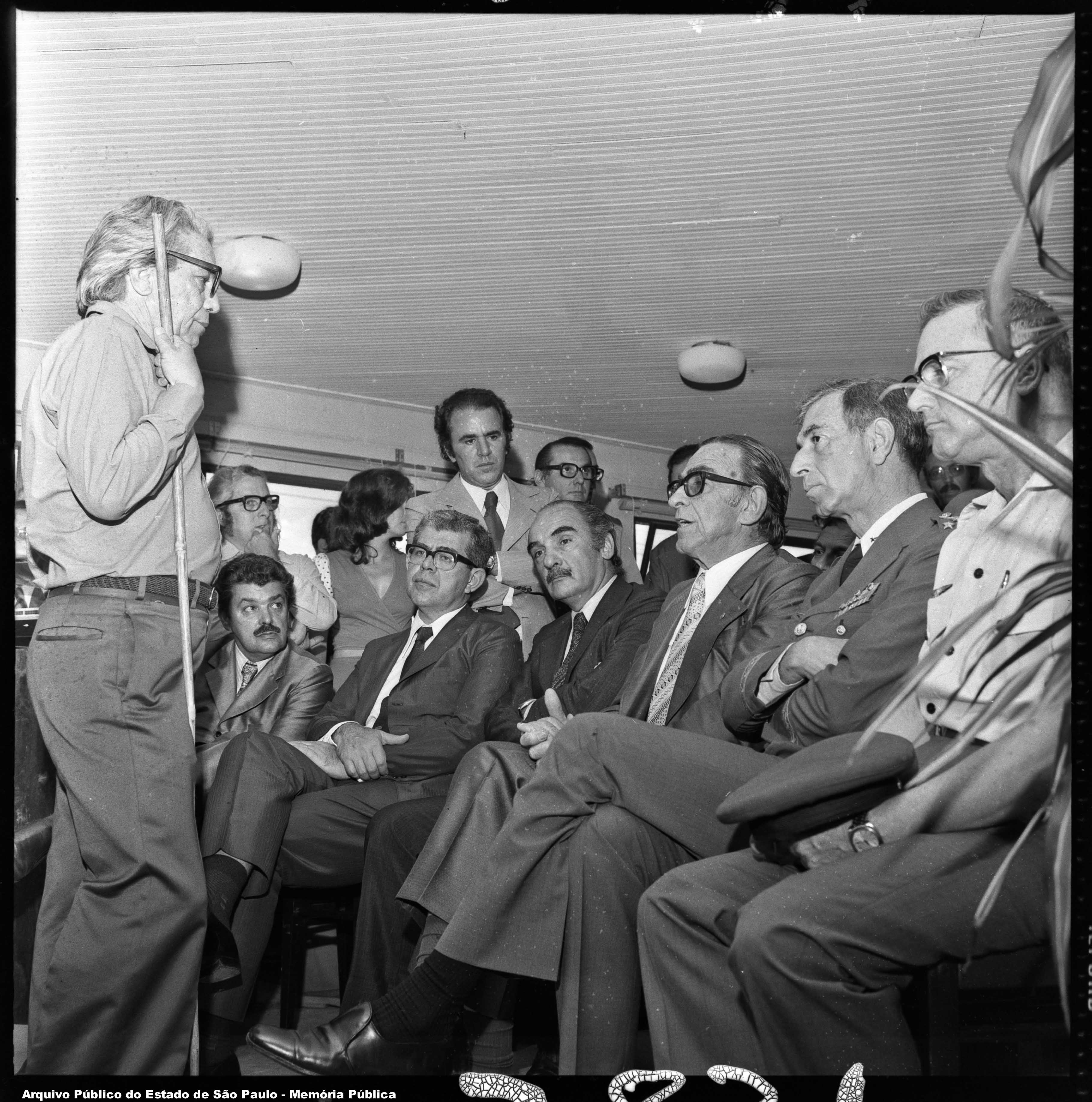
João Batista Vilanova Artigas (links)

## Werdegang
João Batista Vilanova Artigas wuchs als Sohn von Alda Vilanova und Brasílio Artigas auf und studierte bis 1937 Architektur an der Polytechnischen Schule der Universität São Paulo. Er praktizierte bei Oswaldo Bratke und Carlos Botti (1936)  und besuchte Zeichenkurse an der Escola de Belas Artes de São Paulo. 1937 nahm er an Modellkursen in den Studios der Grupo Santa Helena teil, wo er seine zukünftige Frau Virginia Camargo (Heirat 1943) kennenlernte. Anschließend arbeitete er mit Gregori Warchavchik zusammen, bei dem er Jacob Ruchti kennenlernte, mit dem er die Arbeit des Frank Lloyd Wright studierte, der einige seiner frühen Werke beeinflusste. João Vilanova Artigas lehrte er als Professor an der Polytechnischen Schule der Universität São Paulo (1941–1947, ?–1969, 1984–1985).

## Bauwerke

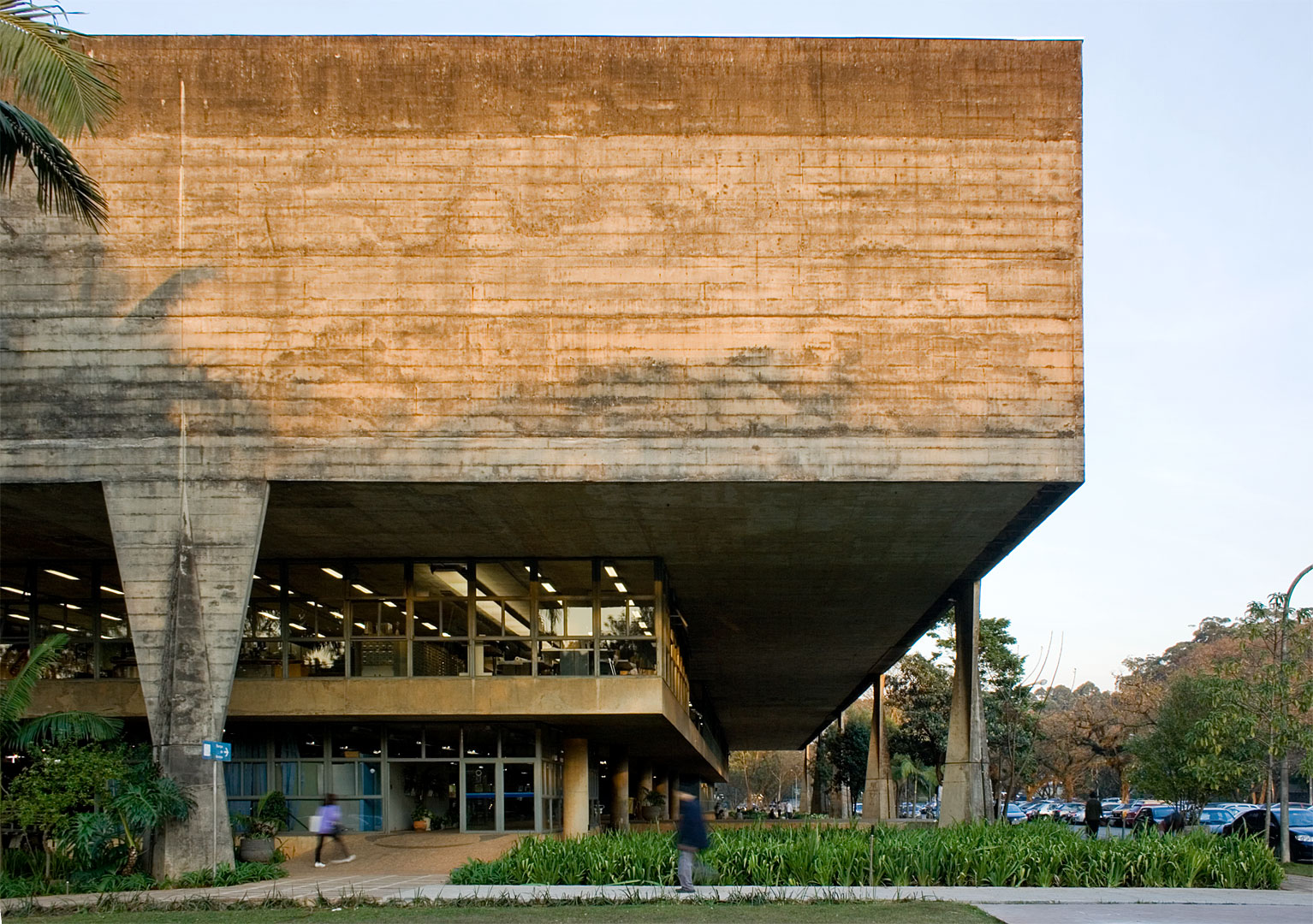
FAU-USP, São Paulo

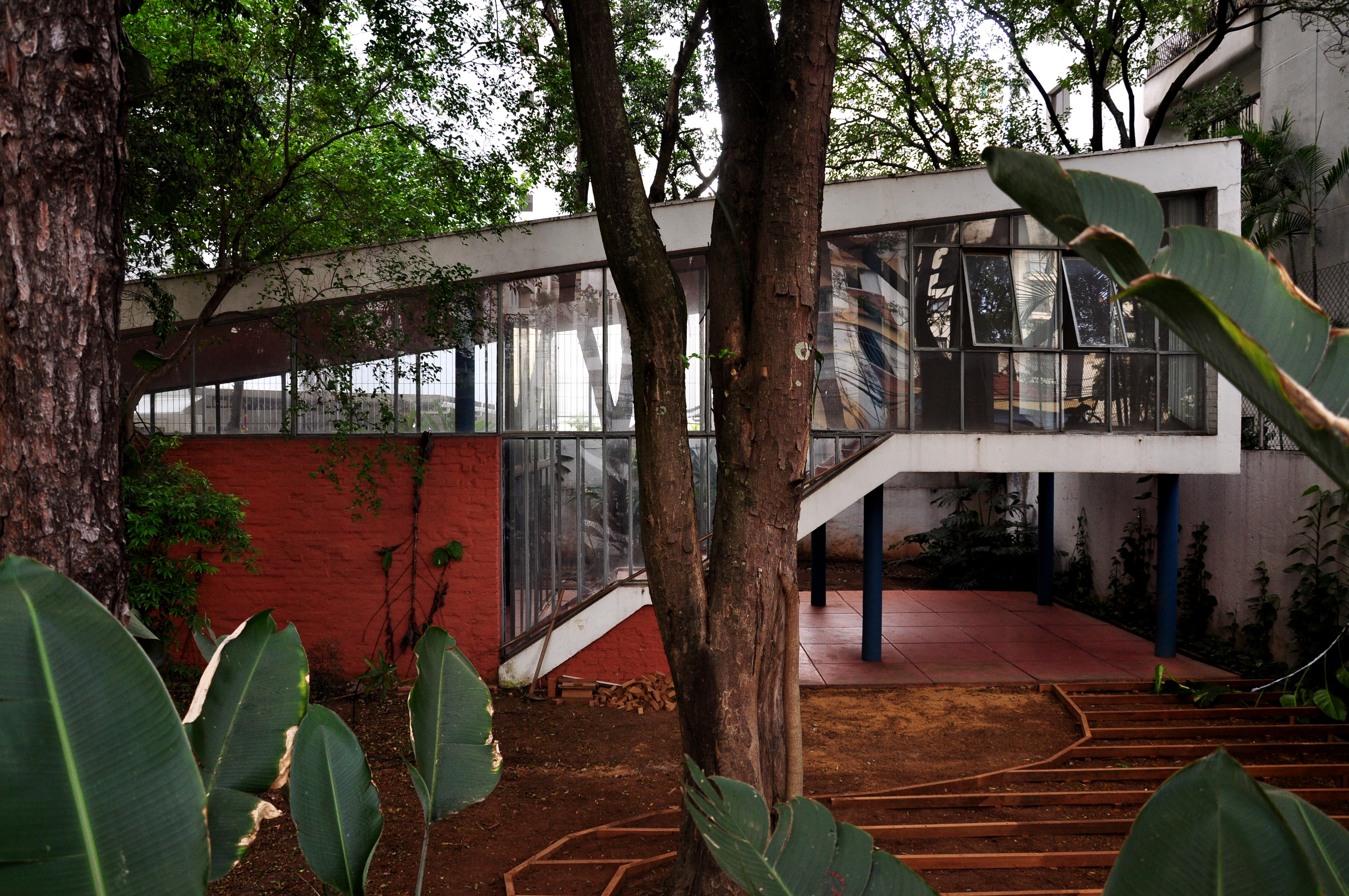
2. Haus Artigas, Campo Belo-São Paulo

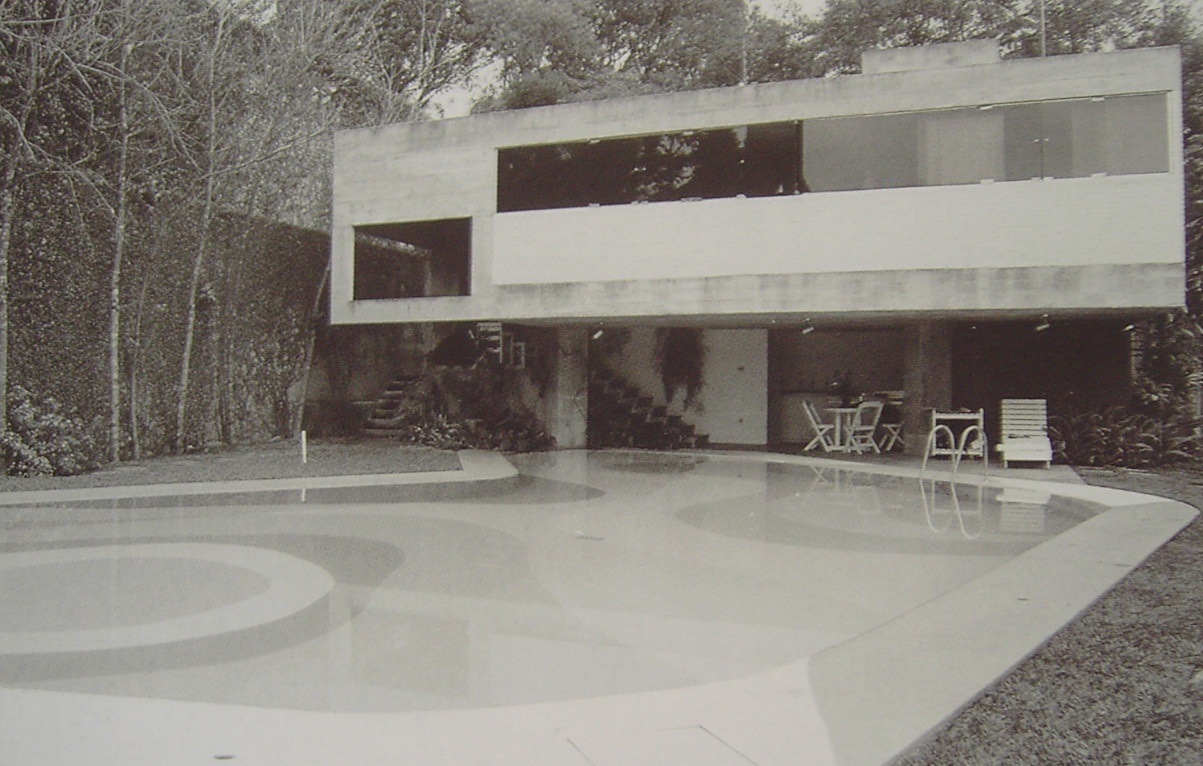
Haus Elza Berquó, São Paulo

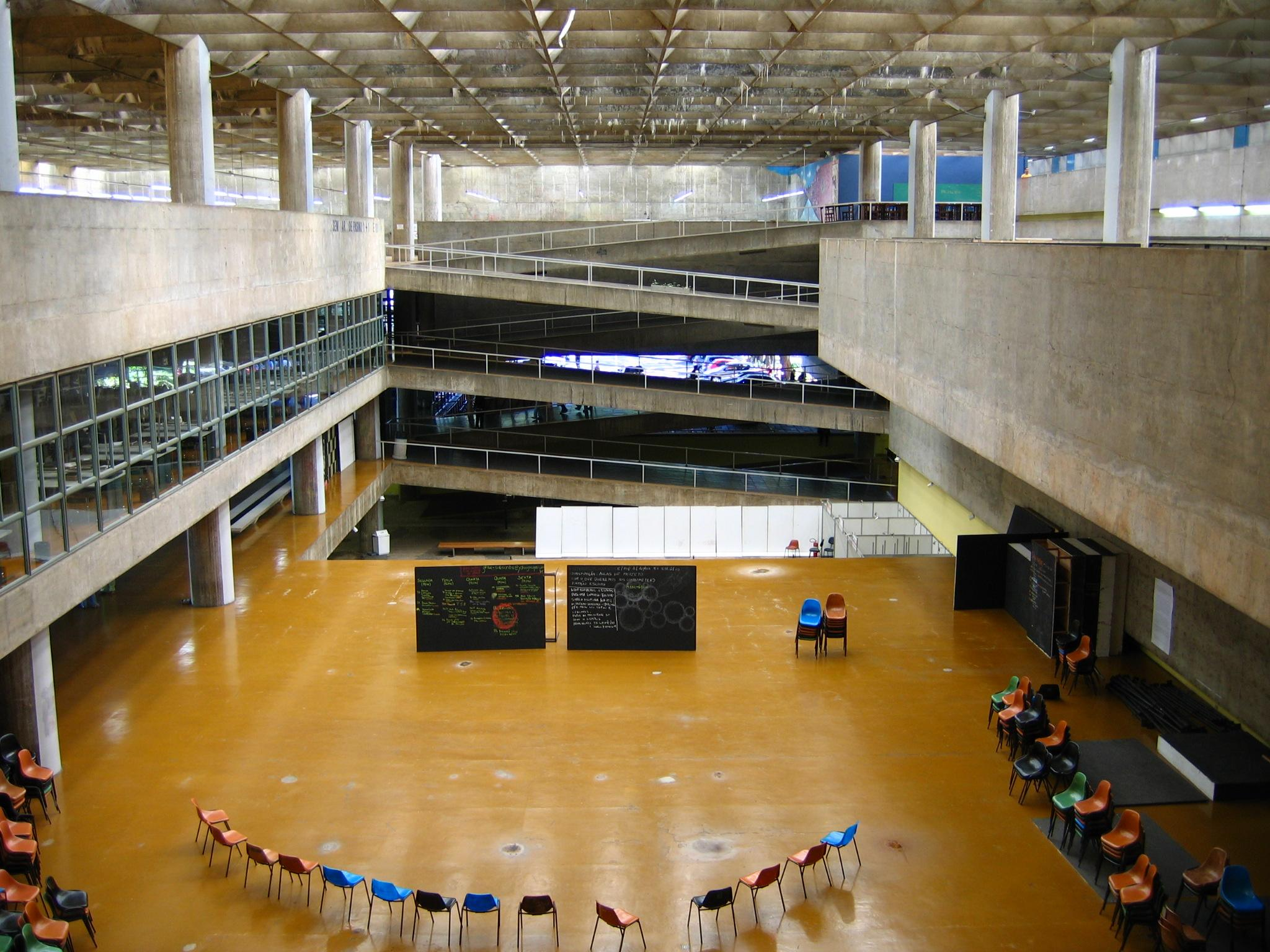
FAU-USP, São Paulo

- 1942: 1. Haus Artigas, Campo Belo-São Paulo[2]
- 1945: Haus Benedito Levi, São Paulo
- 1948: Kino Ouro Verde, Londrina
- 1948–1949: 2. Haus Artigas, Campo Belo-São Paulo[3]
- 1946–1949: Wohnscheiben Louveira, Higienópolis-São Paulo
- 1950: Busbahnhof, Londrina
- 1953: Haus João Luiz Bettega, Curitiba
- 1956–1957: Haus Olga Baeta (1998 renoviert von Angelo Bucci)[4]
- 1958–1959: Haus Rubens de Mendonça, Sumaré-São Paulo[5]
- 1952–1960: Estádio do Morumbi, São Paulo
- 1959: Staatliche Schule, Itanhaém
- 1962: Colégio XII de Outubro, São Paulo
- 1961–1966: Santapaula Bootsgarage Yacht Club, São Paulo mit Carlos Cascaldi
- 1967: Haus Elza Berquó, São Paulo[6][7]
- 1968: Haus Telmo Porto, São Paulo
- 1961–1969: Fakultät für Architektur und Städtebau der Universität São Paulo (FAU-USP) mit Carlos Cascaldi
- 1967–1972: Cecap Park, São Paulo mit Paulo Mendes da Rocha und Fábio Penteado
- 1973: Busbahnhof, Jaú

## Ehrungen und Preise
- 1946: Guggenheim-Stipendium
- 1972: Jean-Tschumi-Preis
- 1984: Auguste-Perret-Preis
- FAU-USP ist Baudenkmal von Londrina
- Kino und Theater Ouro Verde ist Baudenkmal von São Paulo

## Bücher
- Editorial Gustavo Gili (Hg.): 2G N.54 João Vilanova Artigas. Walther König Verlag, Köln 2010, mit Beiträgen von Kenneth Frampton und Guilherme Wisnik, ISBN 978-3-7533-0191-4

## Ehemaliger Mitarbeiter und Schüler
- Carlos Cascaldi